# Turmion Kätilöt
 (août 2019).
Turmion Kätilöt est un groupe de metal industriel finlandais originaire de Kuopio, en Finlande. Turmion Kätilöt signifie littéralement « sages-femmes de la destruction ». 

## Biographie

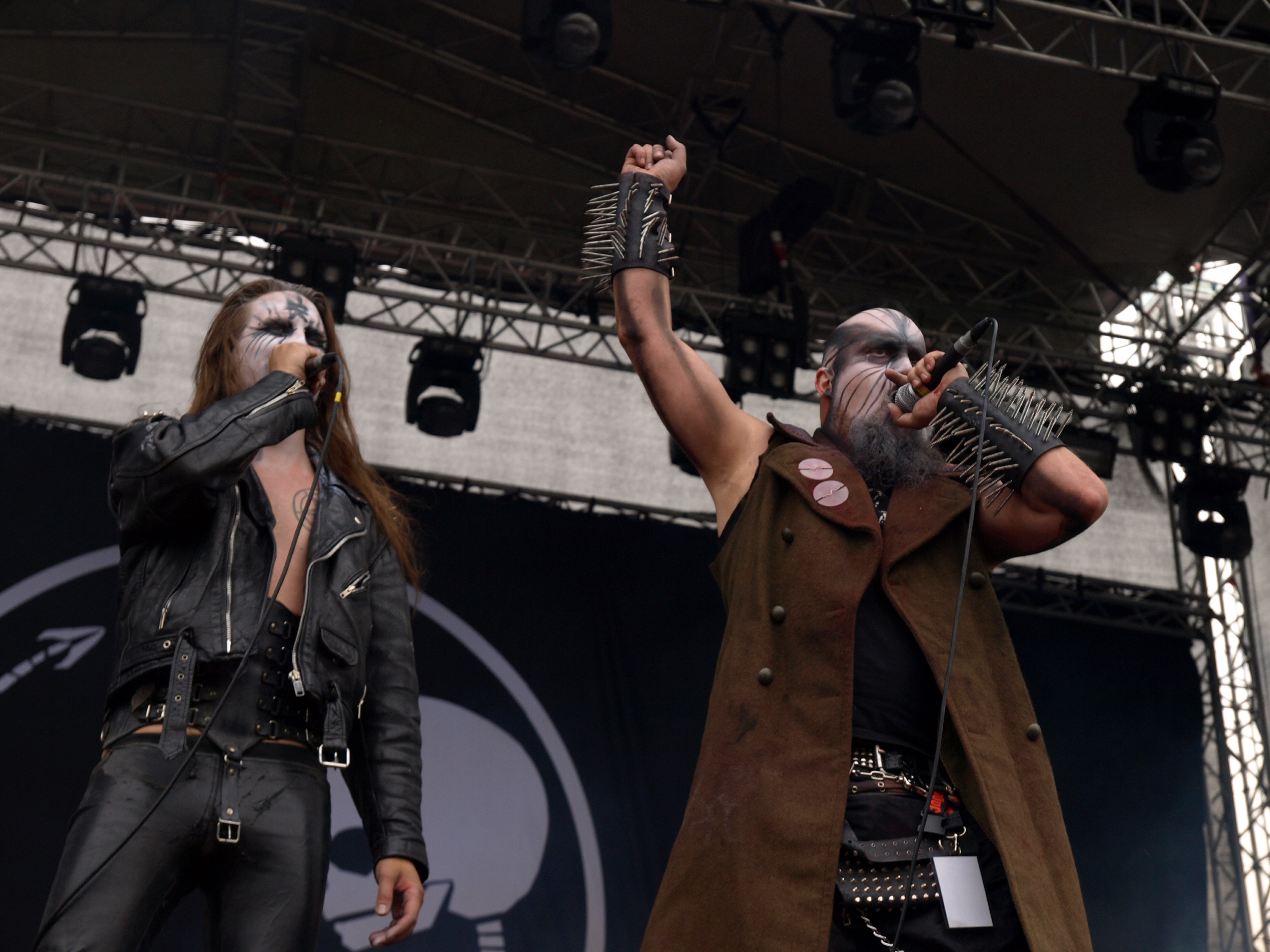
Spellgoth et MC Raaka Pee en 2011.

Le groupe Turmion Kätilöt est formé en 2003 par MC Raaka Pee et DJ Vastapallo, qui avaient déjà collaboré au sein du groupe Ancient Drive. Ils sont vite rejoints par les musiciens Master Bates, RunQ et DQ.  
A la fin de l'année 2004, le groupe est complété par un chanteur secondaire : Spellgoth (ex-membre de Trollheim's Grott et Slave's Mask), mais uniquement pour les concerts live. Ce dernier remplace Plastinen, aperçu sur les photos du festival d'Henry's Pub et Kuopio. 
Leur fusion de metal et d'électro séduit Spinefarm Records (label de Nightwish et Children of Bodom), et le groupe signe alors avec leur filiale Ranka Recordings. Ils publient, le 20 mai 2004, leur premier album studio, intitulé Hoitovirhe, qui atteint la 28e place des classements finlandais. L'album comprend les singles Teurastaja (5e des classements finlandais), et Verta ja lihaa (12e),. En avril 2005 sort l'EP Niuva 20, qui atteint la 2e place des classements finlandais. Ce dernier comprend une reprise de la chanson Stormbringer de Deep Purple, en collaboration avec Marco Hietala (Tarot, Sinergy, Nightwish) et Tommi Salmela (Cardiant, Tarot). Le 29 mars 2006 sort l'album Pirun nyrkki, qui atteint la 7e place des classements finlandais. 
À la suite, le groupe se sépare du label Spinefarm Records et publie l'album U.S.C.H! (uniquement sous forme numérique) sur le label Raha Records, en 2009. Le 16 octobre 2010 sort le single Ihmisixsixsix, issu de l'album Perstechnique, qui sera publié le 19 février 2011 et suivi d'une tournée internationale débutée par le Finnish Metal Expo d'Helsinki le 23 février.  
Le 7 décembre 2012, le chanteur Turunen est victime d'un accident vasculaire cérébral. Le groupe se met brièvement en pause. Dés janvier 2013, ils annoncent un nouvel album et le 4 avril 2013, ils publient gratuitement en ligne un nouveau single intitulé Jalopiina.
En mai 2015, le groupe publie deux nouveaux singles, Vastanaineet et Taisteluhuuto, et annonce, en juillet, l'album Diskovibrator pour le 25 septembre. En décembre 2016, le groupe annonce travailler sur un septième album, intitulé Dance Panique. 
En janvier 2017, Turmion Kätilöt annonce sur Facebook le départ de Spellgoth. Il est remplacé par un ami du groupe, Shag-U. Leur première date française a lieu à La Maroquinerie à Paris, le 3 mars 2019, dans le cadre de l'Universal Satan Tour, qui s'effectue en première partie du groupe Beast in Black.

## Style musical
Turmion Kätilöt est classé dans la catégorie métal industriel/électro, étiquette que ne contestent pas les membres du groupe. Leur musique pourrait évoquer Rammstein pendant la période Herzeleid, voire Sehnsucht, mais aussi Dope Stars Inc., Deathstars, Oomph!, Ministry, The Kovenant, Gothminister, Megaherz ou encore Marilyn Manson et Samaël (époque actuelle, post-Passage). Bien que la voix très gutturale du chanteur et leur batterie martiale évoquent une influence death métal, le groupe a un côté électro, caractérisé notamment par la présence de sons "exotiques" qui contribue beaucoup à la mélodie de leurs morceaux.
Parmi les thèmes chers au groupe, on compte le sexe, le sadomasochisme, la mort, la religion, le satanisme, la médecine, la politique, la folie, la guerre et la douleur. 

## Style visuel
Les spectacles de Turmion Kätilöt présentent une esthétique particulière, faite de mises en scène évoquant le BDSM et empreintes de fakirisme moderne (aussi appelé body-art). Pour ces performances artistiques bien particulières, Turmion Kätilöt invite souvent sur scène le Circus Mundus Absurdus, collectif d'artistes basé à Helsinki. 

## Membres

### Membres actuels
- MC Raaka Pee (Petja Turunen) : chant
- Shag-U (Saku Solin) : chant secondaire
- Master Bates (Hannu Voutilainen) : basse
- DQ (Antero Seppänen) : batterie
- RunQ (Janne Tolsa) : claviers
- Bobby Undertaker (Miikka Närhi) : guitare

### Anciens membres
- Plastinen : chant secondaire
- DJ Vastapallo (Lassi Kauppinen) : guitare
- Spellgoth (Tuomas Rytkönen) : chant secondaire

## Discographie

### Autres
- Jenkki Song (chanson publicitaire faite par MC Raaka Pee)
- Kiitos 2004-2014 est un DVD d'un concert donné en 2014 à la salle Circus (pouvant accueillir environ 2 000 personnes) à Helsinki

Les titres présents sur le DVD ont été choisis par les fans avant l'enregistrement du concert.